# Gilbert Roland
Luis Antonio Dámaso de Alonso (n. 11 decembrie 1905, Ciudad Juárez, Chihuahua, Mexic – d. 15 mai 1994, Beverly Hills, California, SUA), cunoscut profesional sub numele Gilbert Roland, a fost un actor american de origine mexicană de film și televiziune. A fost nominalizat de două ori la Globul de Aur (1952 și 1964) și a primit o stea pe Hollywood Walk of Fame în 1960.

## Biografie
Roland s-a născut în Ciudad Juárez, Chihuahua, Mexic și inițial intenționa să devină toreador⁠(d) la fel ca tatăl și bunicul său patern.
Când Pancho Villa a preluat controlul orașului natal, Roland și familia sa au fugit în Statele Unite. A locuit în Texas până la vârsta de 14 ani, iar apoi a urcat într-un tren de marfă și a plecat la Hollywood. A lucrat ca muncitor necalificat și dormea într-o biserică catolică. Își pierdea adesea locul de muncă, deoarece lucra în același timp ca figurant în filme. A combinat numele actorilor săi preferați - John Gilbert și Ruth Roland⁠(d) - pentru a-și crea propriul nume de scenă. Interpreta deseori personaje stereotipice precum amantul latin⁠(d).

## Cariera
Primul său rol important a fost în comedia The Plastic Age⁠(d) (1925), fiind coleg de platou cu Clara Bow. În 1926, l-a interpretat pe Armand în Camille⁠(d) (1926). Odată cu apariția filmelor sonore, Roland a apărut în roluri romantice în adaptări spaniole ale filmelor americane 
În 1933, Roland a avut un rol secundar important în She Done Him Wrong⁠(d), fiind unul dintre amanții personajului jucat de Mae West.
Pe parcursul celui de-al Doilea Război Mondial, acesta a activat în cadrul United States Army Air Forces⁠(d).
Începând cu anii 1940, criticii au observat stilul său actoricesc și au lăudat rolurile secundare din We Were Strangers⁠(d) (1949), The Bad and the Beautiful (1952), Thunder Bay⁠(d) (1953) și Cheyenne Autumn⁠(d) (1964). De asemenea, a apărut într-o serie de filme la mijlocul anilor 1940 în rolul personajului popular The Cisco Kid⁠(d). A fost Hugo, prietenul agnostic al celor trei copii ciobani, în filmul The Miracle of Our Lady of Fatima⁠(d) (1952). În 1953, acesta l-a interpretat pe scafandrul greco-american Mike Petrakis în filmul Under the 12-Mile Reef⁠(d).
L-a interpretat pe Howard McMahon în Bewitched și a apărut în seriale precum December Bride⁠(d), Playhouse 90⁠(d) și Wagon Train⁠(d).
Ultimul său rol de film a fost în westernul Barbarosa⁠(d) din 1982.

## Viața personală și moartea
Roland s-a căsătorit cu actrița Constance Bennett⁠(d) pe 20 aprilie 1941 în Yuma, Arizona. Au fost căsătoriți până în 1946 și au avut două fiice: Lorinda „Lynda” (n. 1938) și Christina „Gyl” (n. 1941). După divorț, Bennett a obținut custodia fiicelor lor. Cuplul a apărut împreună în lungmetrajele Our Betters⁠(d) (1933) și After Tonight⁠(d) (1933).
S-a recăsătorit în 1954 cu Guillermina Cantú. Cei doi au rămas căsătoriți până la moartea sa în 1994.
Gilbert Roland a murit de cancer în Beverly Hills, California în 1994 la vârsta de 88 de ani. Trupul său a fost incinerat, iar cenușa sa a fost împrăștiată în mare.
Roland a fost nominalizat la Globul de Aur pentru rolurile din The Bad and the Beautiful⁠(d) (1952) și Cheyenne Autumn (1964). Pentru contribuțiile sale la industria cinematografică, acesta a primit stea pe Hollywood Walk of Fame la 6730 Hollywood Boulevard.

## Filmografie

### Filme
- The Hunchback of Notre Dame (1923) - Extra (nemenționat)
- The Lost World (1925) - Extra (nemenționat)
- The Spaniard (1925) - Matador (nemenționat)
- The Lady Who Lied (1925)
- The Lawful Cheater (1925) (nemenționat)
- The Midshipman (1925) (nemenționat)
- The Plastic Age (1925) - Carl Peters
- The Campus Flirt (1926) - Graham Stearns
- The Blonde Saint (1926) - Annibale
- Camille (1926) - Armand Duval
- Rose of the Golden West (1927) - Juan
- The Love Mart (1927) - Victor Jallot
- The Dove (1927) - Johnny Powell
- The Woman Disputed (1928) - Paul Hartman
- New York Nights (1929) - Fred Deverne
- Men of the North (1930) (Spanish and French version also filmed) - Louis La Bey aka Monsieur Le Fox
- Resurrección (1931) (Spanish version of Resurrection) - Prince Dmitri Nekhludov
- The Passionate Plumber (1932) - Tony Lagorce
- Hombres de mi vida (1932) (Spanish version of Men in Her Life) - Jaime Gilman
- The Woman in Room 13 (1932) - Victor Legrand
- Life Begins  (1932) - Tony, Rita's Husband (nemenționat)
- No Living Witness (1932) - Jerry Bennett
- A Parisian Romance (1932) - Victor
- Call Her Savage (1932) - Moonglow
- She Done Him Wrong (1933) - Serge Stanieff
- Our Betters (1933) - Pepi D'Costa
- The Romantic Widow (1933) - Luis Felipe de Córdoba aka Prudencio González
- Tarnished Youth (1933) (UK version of Gigolettes of Paris) - Antoine 'Tony' Ferrand
- After Tonight (1933) - Captain Rudolph "Rudy" Ritter
- Yo, tú y ella (1933) - Gabriel Villalba
- Elinor Norton (1934) - Rene Alba
- Mystery Woman (1935) - Juan Santanda
- Juliet Buys a Baby (1935) - Jack Aranda
- Ladies Love Danger (1935) - Ricardo Souchet aka Alonzo
- Midnight Taxi (1937) - Flash Dillon
- The Last Train from Madrid (1937) - Eduardo de Soto
- Thunder Trail (1937) - Dick Ames aka Arizona Lopez
- La vida bohemia (1938) - Rodolfo
- Gateway (1938) - Tony Cadona
- Juarez (1939) - Colonel Miguel Lopez
- Isle of Destiny (1940) - Oliver Barton
- Gambling on the High Se- (1940) - Greg Morella
- The Sea Hawk (1940) - Capt. Lopez
- Rangers of Fortune (1940) - Antonio Hernandez Sierra
- Angels with Broken Wings (1941) - Don Pablo Vincente
- My Life with Caroline (1941) - Paco Del Valle
- Enemy Agents Meet Ellery Queen (1942) - Paul Gillette
- Isle of Missing Men (1942) - Thom- 'Dan' Bentley aka Curtis
- The Desert Hawk (1944) - Kasim, The Desert Hawk / H-san, The Evil Twin Brother
- Captain Kidd (1945) - Jose Lorenzo
- The Gay Cavalier (1946) - The Cisco Kid
- South of Monterey (1946) - The Cisco Kid
- Beauty and the Bandit (1946) - The Cisco Kid
- Riding the California Trail (1947) - The Cisco Kid posing - Don Luis Salazar
- The Other Love (1947) - Croupier
- High Conquest (1947) - Hugo Lanier
- Robin Hood of Monterey (1947) - The Cisco Kid
- Pirates of Monterey (1947) - Major de Roj-
- King of the Bandits (1947) - the Cisco Kid aka Ramon Mojica
- The Dude Goes West (1948) - Pecos Kid
- The Rebellion of the Ghosts (1949) - Arturo del Rosal
- We Were Strangers (1949) - Guillermo Montilla
- Malaya (1949) - Romano
- The Torch (1950) - Father Sierra
- Crisis (1950) - Roland Gonzales
- The Furies (1950) - Juan Herrera
- Bullfighter and the Lady (1951) - Manolo Estrada
- The Mark of the Renegade (1951) - Don Pedro Garcia
- Ten Tall Men (1951) - Corporal Luis Delgado
- My Six Convicts (1952) - Punch Pinero
- Glory Alley (1952) - Peppi Donnato
- The Miracle of Our Lady of Fatima (1952) - Hugo da Silva
- Apache War Smoke (1952) - Peso Herrera
- The Bad and the Beautiful (1952) - Victor 'Gaucho' Ribero
- Thunder Bay (1953) - Teche Bossier
- The Diamond Queen (1953) - Baron Paul de Cabannes
- Beneath the 12-Mile Reef (1953) - Mike Petrakis
- The French Line (1953) - Pierre DuQuesne
- The Racers (1955) - Dell'Oro
- Underwater! (1955) - Dominic Quesada
- That Lady (1955) - Antonio Perez
- The Treasure of Pancho Villa (1955) - Colonel Juan C-tro
- Bandido (1956) - Colonel José Escobar
- Around the World in 80 Days (1956) - Achmed Abdullah
- Three Violent People (1956) - Innocencio Ortega
- The Midnight Story (1957) - Sylvio Malatesta
- The Last of the Fast Guns (1958) - Miles Lang
- The Wild and the Innocent (1959) - Paul
- The Big Circus (1959) - Zach Colino
- Catch Me If You Can (1959) (unrele-ed)
- Guns of the Timberland (1960) - Monty Walker
- Samar (1962) - Col. Juan Seb-tian Salazar
- Cheyenne Autumn (1964) - Dull Knife
- The Reward (1965) - Capt. Carbajal
- The Poppy Is Also a Flower (1966) - Serge Marko
- Any Gun Can Play (1967) - Monetero
- The Ruthless Four (1968) - Mason
- Between God, the Devil and a Winchester (1968) - Horace
- Johnny Hamlet (1968) - Juan Ch-quisdo
- Sartana Does Not Forgive (1968) - Kirchner
- The Christian Licorice Store (1971) - Jonathan 'JC' Carruthers
- Running Wild (1973) - Chief Tomacito
- Tre-ure of Tayopa (1974) - Himself - Host
- The Pacific Connection (1974) - Alan
- Islands in the Stream (1977) - Captain Ralph
- The Black Pearl  (1977)
- Caboblanco (1980) - Dr. Rudolfo Ramirez
- Barbarosa (1982) - Don Braulio (rol final)

### Televiziune
- Zorro, episoadele  "El Bandido" și  "Adios El Cuchillo" (1960) - El Cuchillo / The Knife
- Gunsmoke, episodul "Extradition" (1963) - Lt. Julio Chavez
- Death Valley Days, episodul "A Kingdom for a Horse" (1963) - Emperor Dom Pedro
- The Alfred Hitchcock Hour (1963), episodul " "Death and the Joyful Woman" - Luis Aguilar
- The Fugitive, episodul "Somebody to Remember" (1964) - Gus Priamos;
- Combat!, episodul "The Convict" (1965) - Boulanger
- Bonanza, episodul "The Lonely Runner" (1965) - Jim Acton
- The Fugitive, episodul "The Savage Street" (1967) - Jose Anza.
- The High Chaparral, episodul "The New Lion of Sonora" (1971) - Don Domingo Montoya
- Night Gallery, segmentul "The Waiting Room" (1972) - The Bartender
- Incident on a Dark Street (1973, Film de televiziune) - Dominic Leopold
- Kung Fu⁠(d), episodul "The Chalice" (1973)
- Barnaby Jones, episodul "Rendezvous with Terror" (1974)
- The Mark of Zorro (1974, Film de televiziune) - Don Alejandro Vega
- The Sacketts (1979, Film de televiziune) - Don Luis
- Hart to Hart, episodul "The Raid" (1980) - Jorge